# Murata Manufacturing
Murata Manufacturing Co., Ltd. (яп. 株式会社村田製作所 кабусики-гайся мурата сэйсакусё, TYO: 6981) — японская компания производитель электронных компонентов, со штаб-квартирой в городе в Нагаокакё, префектура Киото, Япония. Одна из ведущих мировых компаний в области электронных компонентов.

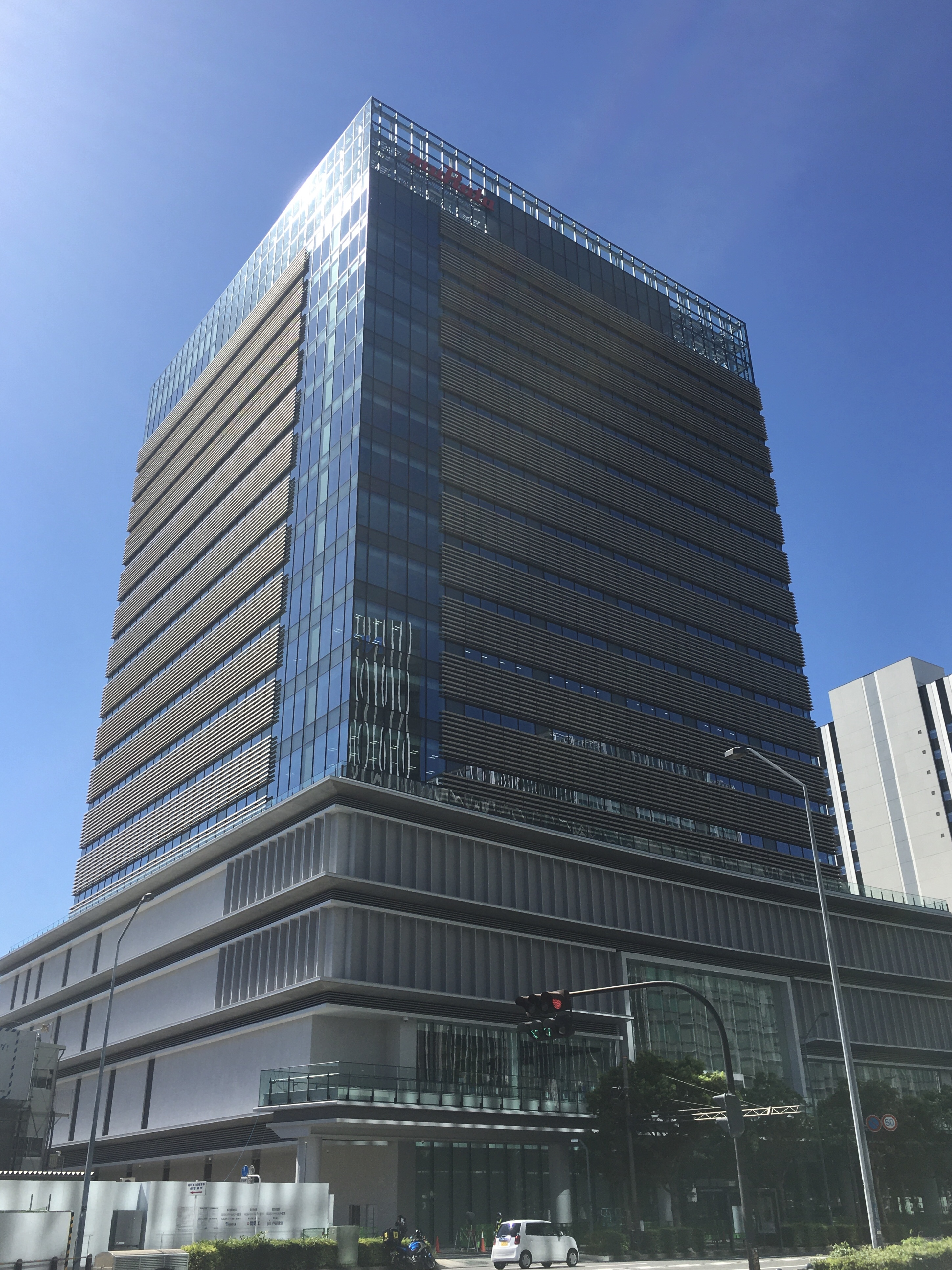
Инновационный центр Murata Manufacturing Minato Mirai. База исследований и разработок (НИОКР) Murata Manufacturing Co., Ltd.

Компания была основана в октябре 1944 года Акирой Муратой как личное предприятие, путем аренды бывшей красильной фабрики. Первоначально это была городская фабрика, производившая керамические изделия, такие как линейные изоляторы. В декабре 1950 года компания была реорганизована в Murata Manufacturing Co., Ltd.
Murata Manufacturing производит керамические пассивные электронные компоненты, в первую очередь керамические конденсаторы, и занимает бо́льшую часть мирового рынка керамических фильтров, высокочастотных деталей и датчиков. Murata Manufacturing Co., Ltd. лидирует в области многослойных керамических конденсаторов, но продвигает альянсы, слияния и поглощения с компаниями в периферийных областях, и в последние годы расширила свою сферу деятельности в периферийных областях.
Murata Manufacturing имеет высокий коэффициент продаж за рубежом, доля продаж за рубежом составляет 91,6 % (по состоянию на март 2021 года). Murata Manufacturing имеет самый высокий коэффициент зарубежных продаж среди японских компаний с объемом продаж в 1 триллион иен и более. Murata Manufacturing имеет высокую маржу операционной прибыли, которая составляет 19,2 % по данных о продажах за 2020 финансовый год. Это очень высокий показатель для обрабатывающей промышленности, которая владеет многими заводами (в среднем по обрабатывающей промышленности около 5 %). Murata Manufacturing имеет много продуктов с высокой долей рынка в мире: самая большая в мире 35 % мирового доля рынка многослойных керамических конденсаторов, самая большая в мире 45 % мирового доля рынка фильтр SAW, самая большая в мире 60 % мирового доля рынка
wi-fi модулей, самая большая в мире 35 % мирового доля рынка фильтров подавления электромагнитных помех, самая большая в мире 95 % мирового доля рынка датчиков удара. Murata Manufacturing имеет высокий процент новых продуктов, на которые приходится 40 % продаж.
13 апреля 2012 года Murata Manufacturing объявила о сделке по приобретению RF Monolithics по цене 1,78 доллара США за акцию.
По состоянию на 31 марта 2013 года Murata Manufacturing имеет 24 дочерних предприятия в Японии и 52 за рубежом в США, Канаде, Мексике, Бразилии, Германии, Франции, Италии, Великобритании, Швейцарии, Нидерландах, Испании, Венгрии, Финляндии, Китае, Тайване, Южной Корее, Сингапуре, Малайзии, Филиппинах, Таиланде, Гонконге, Вьетнаме и Индии.
В 2014 году компания изменила логотип.
23 августа 2014 года Murata Manufacturing объявила о приобретении Peregrine Semiconductor Corporation.
28 июля 2016 года между Murata Manufacturing и Sony был подписан меморандум о взаимопонимании, в котором было объявлено о намерении продать часть аккумуляторного бизнеса последней (Sony Energy Devices Corporation).
В 2017 году Murata Manufacturing приобрела аккумуляторный бизнес у Sony.
В октябре 2017 года Murata Manufacturing объявила о спонсорстве выставки в тематическом парке Epcot во «Всемирном центре отдыха Уолта Диснея» во Флориде. Научно-ориентированная презентация под названием The SpectacuLAB делает акцент на темах STEM в поддержку образования детей.
15 декабря 2020 года Murata Manufacturing объявила об открытии нового центра исследований и разработок, посвященного автомобильным приложениям, в районе Минато-Мирай 21, города Иокогама, префектуры Канагава.
28 марта 2022 года Murata Manufacturing объявила о приобретении Resonant Inc по цене 4,50 доллара США за акцию.

## Продукты
Murata Manufacturing предлагает широкий спектр электронных продуктов, начиная от модулей связи и беспроводной связи и заканчивая блоками питания. Компания производит интегрированные компоненты и радиочастотные фильтры на основе различных технологий обработки, таких как тонкопленочные, толстопленочные и LTCC (низкотемпературная керамика совместного обжига). Сюда входят монолитные керамические конденсаторы, многослойные керамические устройства, микросхемы индуктивности, фильтры на ПАВ, кварцевые фильтры, LC-фильтры, керамические резонаторы и другие. Murata Manufacturing проводит исследования новых технологий, связанных с радиочастотными компонентами, что привело к получению множества патентов. Murata Manufacturing имеет несколько патентов и патентных заявок на технологии, связанные с керамическими конденсаторами.
В декабре 2021 года Murata Manufacturing совместно с французской компанией Michelin разработала модуль RFID, встроенный в шину, который отслеживает состояние шин, позволяет проводить послепродажное обслуживание и помогает перерабатывать шину в конце жизненного цикла продукта. Метки не требуют внешнего источника питания и будут работать на больших расстояниях.

## Галерея

Изображения
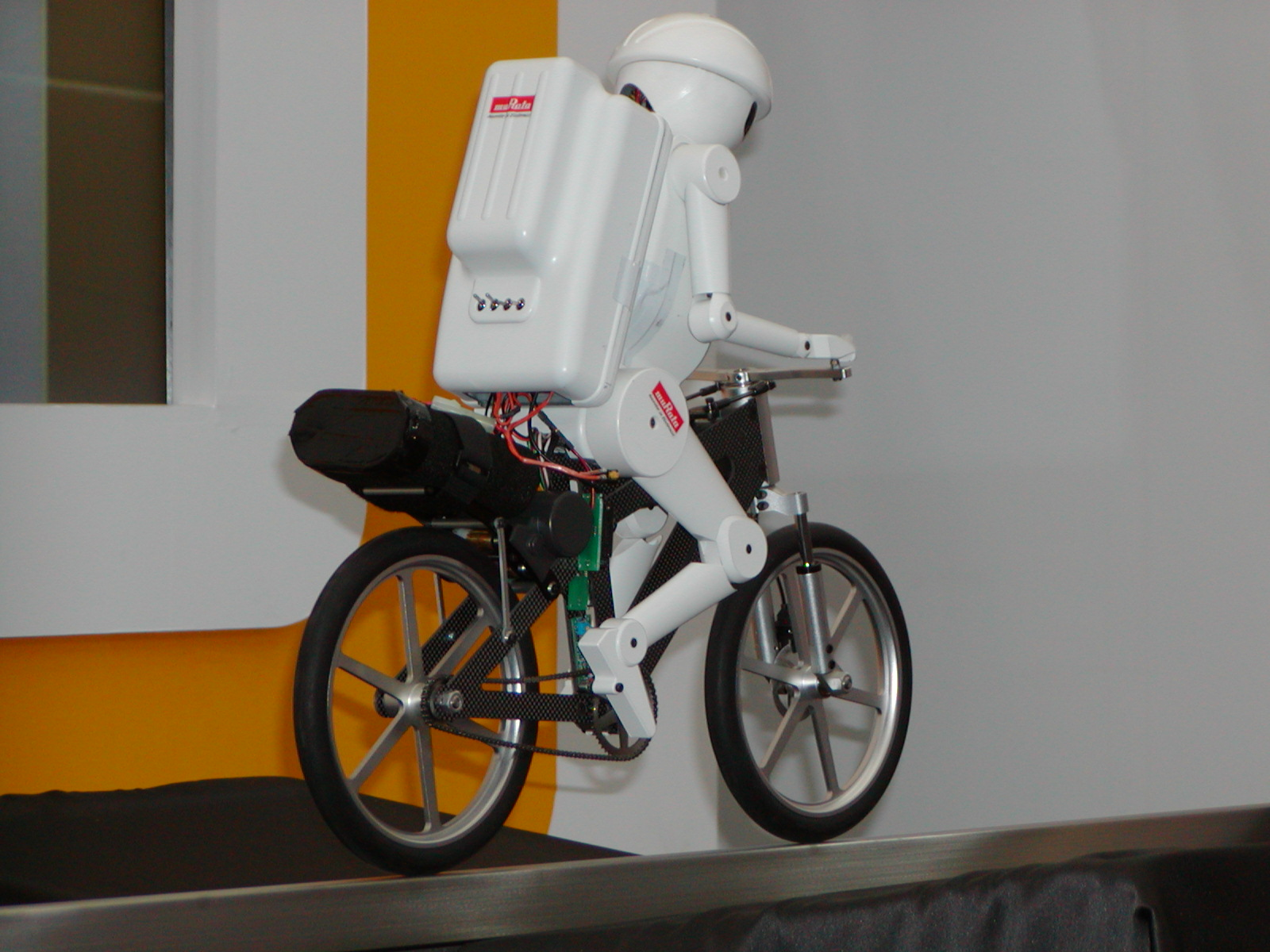
Murata Boy, робот велосипедист высотой 50 см, разрабатываемый компанией с 1991 года.
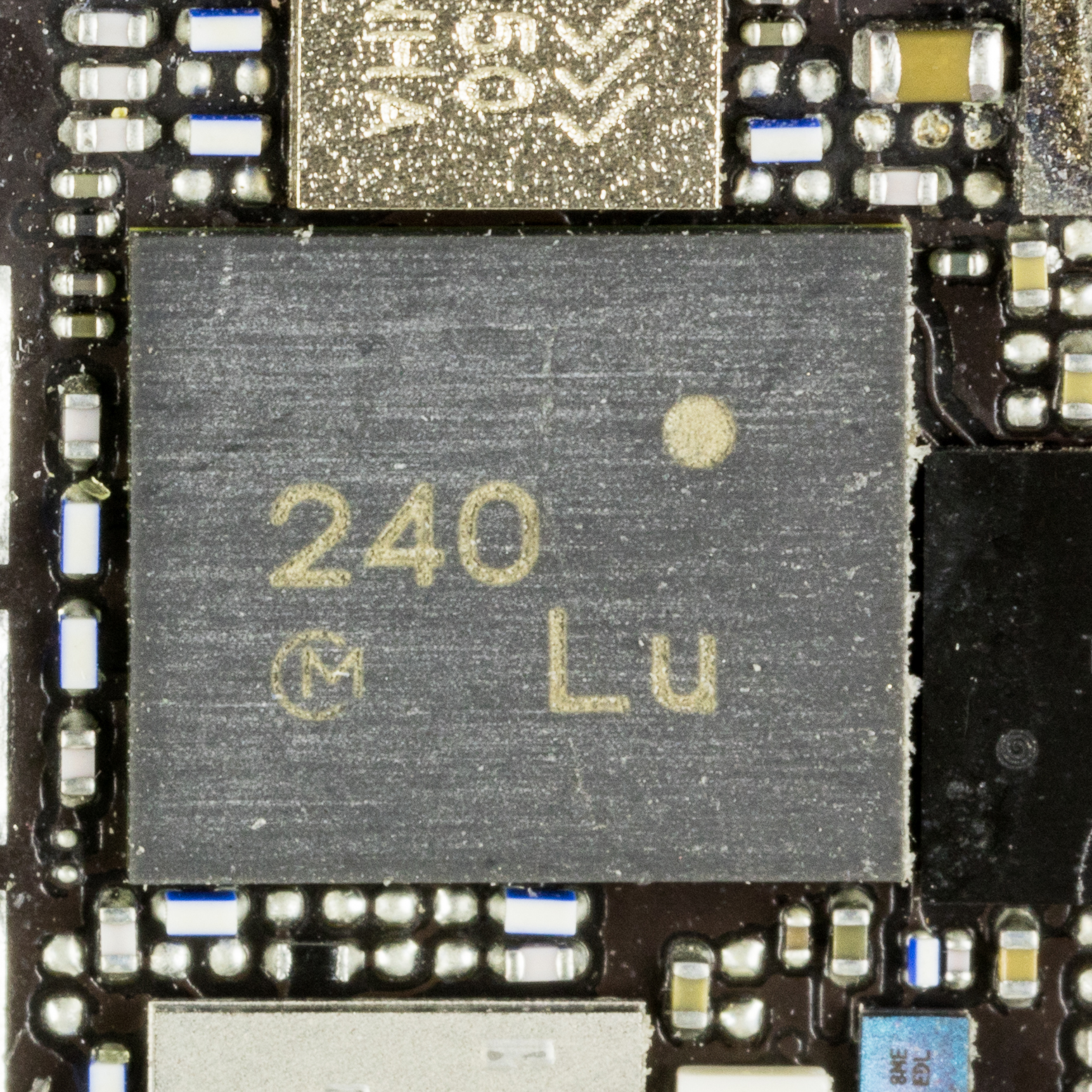
Материнская плата iPhone 6s с элементами компании Murata Manufacturing.